# Euxoa obscurior
Euxoa obscurior là một loài bướm đêm trong họ Noctuidae.